# Stealers Wheel
Stealers Wheel war eine britische Folk-/Rockband der 1970er Jahre. Die Gruppe wurde 1972 von den beiden Schulfreunden Gerry Rafferty (zuvor bei den Humblebums) und Joe Egan in Paisley (Schottland) gegründet.

## Name
Der Name „Stealers Wheel“ bedeutet wörtlich in dieser Schreibweise „Stehlenden-Rad“ bzw. „Diebe-Rad“. Der Possessiv-Genitiv „Stealer's Wheel“ - „(des) Diebes Rad“ (Singular) ist homophon und so wird der Name von einem englischsprachigen Hörer auch primär verstanden. Man könnte das Wort „Stealer“ im Zusammenhang mit dem „Wheel“ (Rad) zudem als „Steeler“, eine absolut ungebräuchliche Abkürzung für „Steel Worker“, zu deutsch „Stahlarbeiter“, verstehen. „Steel Wheel“ bedeutet wörtlich „Stahlrad“ und ist das englische Wort für „Stahlfelge“.

## Geschichte
Stealers Wheel galten Anfang der 1970er Jahre als britische Version von Crosby, Stills, Nash & Young und wurden nach zwei erfolglosen Singles mit ihrem Hit Stuck in the Middle with You weltbekannt. Der Titel im Stil von Bob Dylan und den Beatles erreichte 1973 sowohl in den USA als auch in Großbritannien die Top Ten der Singlecharts und wurde weltweit über eine Million Mal verkauft. Im Musikvideo zu Stuck in the Middle with You mimte kurioserweise Joe Egan die Lippenbewegungen zu Raffertys Gesang, da dieser aufgrund des Misserfolges der ersten beiden Singles die Band bereits verlassen hatte und eine Solokarriere weiterverfolgen wollte. Nach der Hitsingle konnte er aber wenig später überredet werden, wieder zu Stealers Wheel zurückzukehren.
Die ersten beiden Alben wurden vom bekannten Songwriter-Duo Leiber/Stoller produziert, das letzte wegen Meinungsverschiedenheiten und Problemen im Management von Mentor Williams. Obwohl sich das den Bandnamen tragende Debütalbum der Band gut verkaufte (Platz 50 in den US-Album-Charts) und von den Kritikern gelobt wurde, gelang es Stealers Wheel mit nachfolgenden Veröffentlichungen nicht mehr, diesen Erfolg zu wiederholen. Die beiden Singles Everything'll Turn Out Fine (voller Titel: Everyone's Agreed That Everything Will Turn Out Fine) und Star konnten 1973/74 aber immer noch die Top 40 der britischen Charts erreichen. Bei den Aufnahmen zu Everything'll Turn Out Fine war als Ersatz für Rafferty, der die Band für einige Zeit verlassen hatte, Luther Grosvenor beteiligt, der Mitglied der Band Spooky Tooth war und später auch bei Mott the Hoople mitspielte.

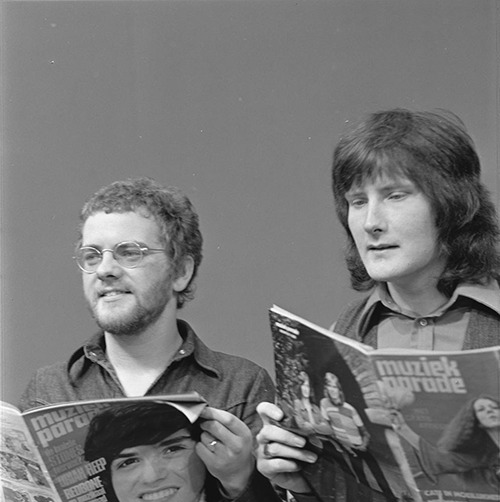
Stealers Wheel (Gerry Rafferty rechts und Joe Egan links), 1973

Weil sich Rafferty und Egan nicht einigen konnten, ob sie als voll besetzte Band oder als Duo weitermachen sollten, und aufgrund von künstlerischen Differenzen verzögerte sich die Veröffentlichung des dritten und somit letzten Albums um über 18 Monate. Nach sehr häufigen Wechseln der Bandmitglieder löste sich Stealers Wheel 1975 auf und ihr letztes Album Right or Wrong erschien ohne Band zur Promotion. Fast zwei Jahre nach Ferguslie Park (1973) war die Gruppe kaum noch bekannt, und die beiden letzten Single-Auskopplungen gingen erfolglos in den Charts unter.
1992 verwendete der Regisseur Quentin Tarantino den Titel Stuck in the Middle with You im Soundtrack seines Debütwerks Reservoir Dogs – Wilde Hunde und verhalf der Band damit zu einem Revival. Alle drei Alben waren seit Jahren kaum noch zu finden, doch 2004 und 2005 wurden sie von dem britischen Musiklabel Lemon Recordings erstmals digital remastered auf CD veröffentlicht.

## Bandmitglieder
- Gerry Rafferty: Gesang, Gitarre (1972–1975)
- Joe Egan: Gesang, Keyboard, Gitarre (1972–1975)
- Paul Pilnick: Leadgitarre (1972)
- Tony Williams: Bass (1972)
- Rod Coombes: Schlagzeug (1972)
- Joe Jammer: Gitarre (1973–1975)
- Andrew Steele: Schlagzeug (1973–1975)
- Gerry Taylor: Bass (1973–1975)
- Benie Holland: Gitarre (1975)
- Dave Wintour: Bass (1975)
- Luther Grosvenor: Gesang, Gitarre (November 1972–Juli 1973)

Weitere Mitglieder, die nicht an den Plattenaufnahmen beteiligt waren
- Rab Noakes: Gitarre, Gesang (1972)
- Roger Brown: Gesang (1972)
- Ian Campell: Bass (1972)
- Delisle Harper: Bass (1973)

## Diskografie

### Studioalben
- 1972: Stealers Wheel (A&M)
- 1974: Ferguslie Park (A&M)
- 1975: Right or Wrong (A&M)
- 1990: The Best of Stealers Wheel – Connoisseur Collection

### Kompilationen
- 2001: Late Again – Stealers Wheel (Universal Music)

### Singles
- 1972: Late Again (A&M)
- 1973: Stuck in the Middle with You (A&M)
- 1973: Everything’ll Turn Out Fine (A&M)
- 1973: Star (A&M)
- 1975: Found My Way to You (A&M)

## Auszeichnungen für Musikverkäufe
| Goldene Schallplatte - Dänemark - 2025: für die Single Stuck in the Middle with You - Italien - 2023: für die Single Stuck in the Middle with You - Spanien - 2024: für die Single Stuck in the Middle with You | 5× Platin-Schallplatte - Neuseeland - 2024: für die Single Stuck in the Middle with You |

Anmerkung: Auszeichnungen in Ländern aus den Charttabellen bzw. Chartboxen sind in ebendiesen zu finden.
| Land/RegionAuszeichnungen für Musikverkäufe (Land/Region, Auszeichnungen, Verkäufe, Quellen) | Gold     | Platin     | Verkäufe  | Quellen             |
| -------------------------------------------------------------------------------------------- | -------- | ---------- | --------- | ------------------- |
| Dänemark (IFPI)                                                                              | Gold1    | —          | 45.000    | ifpi.dk             |
| Italien (FIMI)                                                                               | Gold1    | —          | 50.000    | fimi.it             |
| Neuseeland (RMNZ)                                                                            | —        | 5× Platin5 | 150.000   | radioscope.co.nz    |
| Spanien (Promusicae)                                                                         | Gold1    | —          | 30.000    | elportaldemusica.es |
| Vereinigtes Königreich (BPI)                                                                 | —        | 2× Platin2 | 1.200.000 | bpi.co.uk           |
| Insgesamt                                                                                    | 3× Gold3 | 7× Platin7 |           |                     |